# Hadlow Down
Hadlow Down är en ort och civil parish i Storbritannien.   Den ligger i grevskapet East Sussex och riksdelen England, i den södra delen av landet, 60 km söder om huvudstaden London. Hadlow Down ligger 144 meter över havet och antalet invånare är 715.
Terrängen runt Hadlow Down är huvudsakligen platt. Hadlow Down ligger uppe på en höjd. Runt Hadlow Down är det ganska tätbefolkat, med 172 invånare per kvadratkilometer. Närmaste större samhälle är Royal Tunbridge Wells, 16,2 km norr om Hadlow Down. Trakten runt Hadlow Down består i huvudsak av gräsmarker.